# Панюшевка
Панюшевка (в верховье Молочиха) — река в России, протекает по Алтайскому краю. Устье реки теряется в Камышовых озёрах южнее деревни Большепанюшево. Длина реки составляет 11 км.

## Данные водного реестра
По данным государственного водного реестра России относится к Верхнеобскому бассейновому округу, водохозяйственный участок реки — Алей от Гилёвского гидроузла и до устья, речной подбассейн реки — бассейны притоков (Верхней) Оби до впадения Томи. Речной бассейн реки — (Верхняя) Обь до впадения Иртыша.